# Континентальный кубок IAAF 2014
2-й Континентальный кубок IAAF, международный турнир по лёгкой атлетике среди команд 4 континентов, прошёл 13—14 сентября 2014 года на стадионе «Марракеш» в Марракеше (Марокко). Для участия в соревнованиях были сформированы четыре континентальные команды: Европа, Америка, Африка и Азия+Океания. На протяжении двух дней 328 участников из 69 стран мира боролись за общую командную победу по итогам 40 легкоатлетических дисциплин.

## Формат
Сборные были сформированы на основании рейтинга сезона и по итогам чемпионатов Европы и Африки.
В каждой из проводимых дисциплин могли выступить не более двух человек от команды. В эстафетную команду можно было заявить не более чем шесть человек (включая запасных). Не допускалось участие одного спортсмена на дистанциях 3000 и 5000 метров.
Команда-победитель определялась по наибольшей набранной сумме очков. Очки начислялись следующим образомː за победу в дисциплине — 8 очков, 2-е место — 7 очков, 3-е место — 6 очков и так далее. В эстафете за победу начислялось 15 очков, 2-е место — 11 очков, 3-е место — 7 очков, 4-е место — 3 очка.

## Призовой фонд
Общий призовой фонд соревнований составил 2 900 000 долларов США.
Индивидуальные дисциплины (36) — $2 628 000:
- 1-е $30 000
- 2-е 15 000
- 3-е 10 000
- 4-е 7000
- 5-е 5000
- 6-е 3000
- 7-е 2000
- 8-е 1000

Эстафеты (4) — $272 000:
(на команду)
- 1-е $30,000
- 2-е 20,000
- 3-е 10,000
- 4-е 8000

За установление мирового рекорда было положено дополнительное вознаграждение в размере $50 000.

## Командное первенство
По итогам двух дней борьбы уверенную победу в командном первенстве одержала сборная Европы.
| Место | Команда        | Очки  |
| ----- | -------------- | ----- |
| 1     | Европа         | 440,5 |
| 2     | Америка        | 392   |
| 3     | Африка         | 341   |
| 4     | Азия и Океания | 259,5 |

## Результаты

### Сильнейшие в отдельных видах — мужчины
Сокращения: WR — мировой рекорд | AR — рекорд континента | NR — национальный рекорд | CR — рекорд Континентального кубка

| Дисциплина                          | 1-е место                                                           | 1-е место          | 2-е место                                                               | 2-е место             | 3-е место                                                        | 3-е место          |
| ----------------------------------- | ------------------------------------------------------------------- | ------------------ | ----------------------------------------------------------------------- | --------------------- | ---------------------------------------------------------------- | ------------------ |
| 100 м (ветер: −0,1 м/с)             | Джеймс Дасаолу · Европа/ Великобритания                             | 10,03              | Майк Роджерс · Америка/ США                                             | 10,04                 | Феми Огуноде · Азия-Океания/ Катар                               | 10,04              |
| 200 м (ветер: +0,2 м/с)             | Алонсо Эдвард · Америка/ Панама                                     | 19,98              | Рашид Дуайер · Америка/ Ямайка                                          | 19,98                 | Феми Огуноде · Азия-Океания/ Катар                               | 20,17              |
| 400 м                               | Лашон Мерритт · Америка/ США                                        | 44,60              | Айзек Макуала · Африка/ Ботсвана                                        | 44,84                 | Юсеф Ахмед Масрахи · Азия-Океания/ Саудовская Аравия             | 45,03              |
| 800 м                               | Найджел Амос · Африка/ Ботсвана                                     | 1.44,88            | Мохаммед Аман · Африка/ Эфиопия                                         | 1.45,34               | Адам Кщот · Европа/ Польша                                       | 1.45,72            |
| 1500 м                              | Аянлех Сулейман · Африка/ Джибути                                   | 3.48,91            | Асбель Кипроп · Африка/ Кения                                           | 3.49,10               | Махидин Мехисси-Бенаббад · Европа/ Франция                       | 3.49,53            |
| 3000 м                              | Калеб Ндику · Африка/ Кения                                         | 7.52,64            | Хайле Ибрагимов · Европа/ Азербайджан                                   | 7.53,14               | Бернард Лагат · Америка/ США                                     | 7.53,95            |
| 5000 м                              | Исайя Коэч · Африка/ Кения                                          | 13.26,86           | Зейн Робертсон · Азия-Океания/ Новая Зеландия                           | 13.29,27              | Нгусе Амлосом · Африка/ Эритрея                                  | 13.31,31           |
| 3000 м с препятствиями              | Джайрус Биреч · Африка/ Кения                                       | 8.13,18            | Эван Джагер · Америка/ США                                              | 8.14,08               | Абубакер Али Камаль · Азия-Океания/ Катар                        | 8.17,27            |
| 110 м с барьерами (ветер: +0,1 м/с) | Сергей Шубенков · Европа/ Россия                                    | 13,23              | Ронни Эш · Америка/ США                                                 | 13,25                 | Уильям Шарман · Европа/ Великобритания                           | 13,25              |
| 400 м с барьерами                   | Корнел Фредерикс · Африка/ ЮАР                                      | 48,34              | Карим Хуссейн · Европа/ Швейцария                                       | 48,47                 | Хавьер Кульсон · Америка/ Пуэрто-Рико                            | 48,88              |
| Прыжок в высоту                     | Богдан Бондаренко · Европа/ Украина                                 | 2,37 м             | Мутаз Эсса Баршим [a] · Азия-Океания/ Катар                             | 2,34 м [a]            | Дерек Друэн [a] · Америка/ Канада                                | 2,31 м [a]         |
| Прыжок с шестом                     | Рено Лавиллени · Европа/ Франция                                    | 5,80 м             | Сюэ Чанжуй · Азия-Океания/ Китай                                        | 5,65 м                | Марк Холлис · Америка/ США                                       | 5,55 м             |
| Прыжок в длину                      | Игнисиус Гайса · Европа/ Нидерланды                                 | 8,11 м (−0,7 м/с)  | Уилл Клэй · Америка/ США                                                | 7,98 м (+0,3 м/с)     | Зарк Виссер · Африка/ ЮАР                                        | 7,96 м (+0,8 м/с)  |
| Тройной прыжок                      | Бенжамен Компаоре · Европа/ Франция                                 | 17,48 м (−0,1 м/с) | Годфри Хотсо Мокоена · Африка/ ЮАР                                      | 17,35 м (+0,2 м/с) NR | Уилл Клэй · Америка/ США                                         | 17,21 м (+0,5 м/с) |
| Толкание ядра                       | Давид Шторль · Европа/ Германия                                     | 21,55 м            | О’Дейн Ричардс · Америка/ Ямайка                                        | 21,10 м               | Джо Ковач · Америка/ США                                         | 20,87 м            |
| Метание диска                       | Герд Кантер · Европа/ Эстония                                       | 64,46 м            | Хорхе Фернандес · Америка/ Куба                                         | 62,97 м               | Джейсон Морган · Америка/ Ямайка                                 | 62,70 м            |
| Метание молота                      | Кристиан Парш · Европа/ Венгрия                                     | 78,99 м            | Мостафа Эль-Гамель · Африка/ Египет                                     | 78,89 м               | Павел Файдек · Европа/ Польша                                    | 78,05 м            |
| Метание копья                       | Ихаб Абдельрахман · Африка/ Египет                                  | 85,44 м            | Витезслав Веселый · Европа/ Чехия                                       | 83,77 м               | Кешорн Уолкотт · Америка/ Тринидад и Тобаго                      | 83,52 м            |
| Эстафета 4×100 м                    | Америка Ким Коллинз Майк Роджерс Неста Картер Ричард Томпсон        | 37,97              | Европа Джеймс Эллингтон Харри Эйкинс-Эрьити Ричард Килти Кристоф Леметр | 38,62                 | Африка Марк Джелкс Монзавус Эдвардс Обинна Мету Ого-Огене Эгверо | 39,10              |
| Эстафета 4×400 м                    | Африка Бонифаций Тумути Айзек Макуала Савиур Комбе Вайде ван Никерк | 3.00,02            | Европа Конрад Уильямс Якуб Кшевина Дональд Санфорд Мартин Руни          | 3.00,10               | Америка Хавьер Кульсон Крис Браун Ким Коллинз Лашон Мерритт      | 3.02,78            |

a  1 февраля 2019 года стало известно, что Спортивный арбитражный суд на основании доклада Макларена и показаний Григория Родченкова признал 12 российских легкоатлетов виновными в нарушении антидопинговых правил. Среди них оказался прыгун в высоту Иван Ухов. Его результаты с 16 июля 2012 года по 31 декабря 2015 года были аннулированы, в том числе второе место на Континентальном кубке — 2014 с результатом 2,34 м.

### Сильнейшие в отдельных видах — женщины
| Дисциплина                          | 1-е место                                                                               | 1-е место          | 2-е место                                                         | 2-е место          | 3-е место                                                             | 3-е место          |
| ----------------------------------- | --------------------------------------------------------------------------------------- | ------------------ | ----------------------------------------------------------------- | ------------------ | --------------------------------------------------------------------- | ------------------ |
| 100 м (ветер: −1,5 м/с)             | Вероника Кэмпбелл-Браун · Америка/ Ямайка                                               | 11,08              | Мишель-Ли Ахье · Америка/ Тринидад и Тобаго                       | 11,25              | Дафне Схипперс · Европа/ Нидерланды                                   | 11,26              |
| 200 м (ветер: +0,3 м/с)             | Дафне Схипперс · Европа/ Нидерланды                                                     | 22,28              | Джоанна Эткинс · Америка/ США                                     | 22,53              | Мириам Сумаре · Европа/ Франция                                       | 22,58              |
| 400 м                               | Франсена Маккорори · Америка/ США                                                       | 49,94              | Новлен Уильямс-Миллс · Америка/ Ямайка                            | 50,08              | Либания Гренот · Европа/ Италия                                       | 50,60              |
| 800 м                               | Юнис Сум · Африка/ Кения                                                                | 1.58,21            | Эджи Уилсон · Америка/ США                                        | 2.00,07            | Марина Арзамасова · Европа/ Беларусь                                  | 2.00,31            |
| 1500 м                              | Сифан Хассан · Европа/ Нидерланды                                                       | 4.05,99            | Шеннон Роубери · Америка/ США                                     | 4.07,21            | Давит Сеяум · Африка/ Эфиопия                                         | 4.07,61            |
| 3000 м                              | Гензебе Дибаба · Африка/ Эфиопия                                                        | 8.57,53            | Мераф Бахта · Европа/ Швеция                                      | 8.58,48            | Сюзан Кёйкен · Европа/ Нидерланды                                     | 9.01,41            |
| 5000 м                              | Алмаз Аяна · Африка/ Эфиопия                                                            | 15.33,32           | Джойс Чепкируи · Африка/ Кения                                    | 15.58,31           | Джоанн Пейви · Европа/ Великобритания                                 | 15.58,67           |
| 3000 м с препятствиями              | Эмма Коберн · Америка/ США                                                              | 9.50,67            | Хивот Аялев · Африка/ Эфиопия                                     | 9.51,59            | Рут Джебет · Азия-Океания/ Бахрейн                                    | 9.55,24            |
| 100 м с барьерами (ветер: +0,7 м/с) | Дон Харпер-Нельсон · Америка/ США                                                       | 12,47 CR           | Тиффани Портер · Европа/ Великобритания                           | 12,51 NR           | Синди Роледер · Европа/ Германия                                      | 13,02              |
| 400 м с барьерами                   | Калиса Спенсер · Америка/ Ямайка                                                        | 53,81              | Эйлид Чайлд · Европа/ Великобритания                              | 54,42              | Кеми Адекойя · Азия-Океания/ Бахрейн                                  | 54,70              |
| Прыжок в высоту                     | Мария Кучина · Европа/ Россия                                                           | 1,99 м             | Шанте Лоу · Америка/ США                                          | 1,97 м             | Ана Шимич · Европа/ Хорватия                                          | 1,95 м             |
| Прыжок с шестом                     | Ли Лин · Азия-Океания/ Китай                                                            | 4,55 м             | Ангелина Жук-Краснова · Европа/ Россия                            | 4,45 м             | Лиза Рыжих · Европа/ Германия                                         | 4,30 м             |
| Прыжок с шестом                     | Ли Лин · Азия-Океания/ Китай                                                            | 4,55 м             | Ангелина Жук-Краснова · Европа/ Россия                            | 4,45 м             | Алана Бойд · Азия-Океания/ Австралия                                  | 4,30 м             |
| Прыжок в длину                      | Элуаз Лезэюр · Европа/ Франция                                                          | 6,66 м (−0,4 м/с)  | Ивана Шпанович · Европа/ Сербия                                   | 6,56 м (−0,1 м/с)  | Тианна Бартолетта · Америка/ США                                      | 6,45 м (0,0 м/с)   |
| Тройной прыжок                      | Катрин Ибаргуэн · Америка/ Колумбия                                                     | 14,52 м (−0,5 м/с) | Екатерина Конева · Европа/ Россия                                 | 14,27 м (−0,2 м/с) | Ольга Саладуха · Европа/ Украина                                      | 14,26 м (+0,3 м/с) |
| Толкание ядра                       | Кристина Шваниц · Европа/ Германия                                                      | 20,02 м            | Мишель Картер · Америка/ США                                      | 19,84 м            | Гун Лицзяо · Азия-Океания/ Китай                                      | 19,23 м            |
| Метание диска                       | Джиа Льюис-Смоллвуд · Америка/ США                                                      | 64,55 м            | Дани Самуэльс · Азия-Океания/ Австралия                           | 64,39 м            | Сандра Перкович · Европа/ Хорватия                                    | 62,08 м            |
| Метание молота                      | Анита Влодарчик · Европа/ Польша                                                        | 75,21 м            | Аманда Бингсон · Америка/ США                                     | 72,38 м            | Мартина Грашнова · Европа/ Словакия                                   | 70,47 м            |
| Метание копья                       | Барбора Шпотакова · Европа/ Чехия                                                       | 65,52 м            | Сюнетте Фильюн · Африка/ ЮАР                                      | 63,76 м            | Элизабет Глидл · Америка/ Канада                                      | 61,38 м            |
| Эстафета 4×100 м                    | Америка Тианна Бартолетта Мишель-Ли Ахье Саманта Генри-Робинсон Вероника Кэмпбелл-Браун | 42,44              | Европа Аша Филип Эшли Нельсон Аника Онуора Дезири Хенри           | 42,98              | Азия-Океания Юки Миядзава Мидзуки Накамура Томока Цутихаси Юки Дзимбо | 45,40              |
| Эстафета 4×400 м                    | Америка Кристин Дэй Франсена Маккорори Стефени Энн Макферсон Новлен Уильямс-Миллс       | 3.20,93            | Европа Индира Терреро Малгожата Голуб Ольга Земляк Либания Гренот | 3.24,12            | Африка Патьенс Джордж Фоласаде Абуган Ада Бенджамин Кабанге Мупопо    | 3.25,51            |